# Мордас Володимир Васильович
Володимир Васильович Мордас (1981 — 24 травня 2022, біля с. Ниркове, Попаснянський район, Луганська область, Україна) — український військовослужбовець, старший солдат Збройних Сил України, учасник російсько-української війни.

## Життєпис
Брав участь у місії в Іраку та АТО.
З початком російського вторгнення в Україну проходив військову службу на посаді водія 2-го десантно-штурмового відділення 1 десантно-штурмового взводу 2-ї десантно-штурмового роти 87 ОАеМБ 80 ОДШБр.
Загинув 24 травня 2022 року поблизу с. Ниркове Попаснянського району Луганської області.
Мешкав в м. Кременці на Тернопільщині, де й був похований 29 травня 2022 року
Залишилася дружина та двоє дітей.

## Нагороди
- орден «За мужність» III ступеня (1 липня 2022, посмертно) — за особисту мужність і самовіддані дії, виявлені у захисті державного суверенітету та територіальної цілісності України, вірність військовій присязі[2].